# ميلوسا

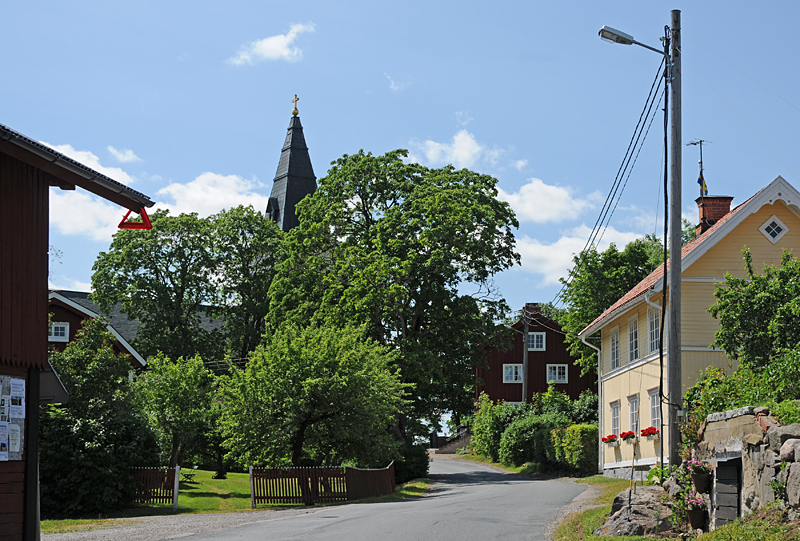
قرية ميلوسا

ميلوسا هي قرية تقع في محافظة فلين بمقاطعة سودرمانلاند بالسويد بلغ عدد سكانها 535 نسمة في 2010

## وصف
ميلوسا هي قرية جميلة، يوجد فيها كنيسة تعرف باسم «كنيسة ميلوسا» وبجانبها تقع بحيرة كبيرة وأيضًا هناك اسطبل، وهناك مدرسة تعرف باسم «مدرسة الكنيسة» وبعض المنازل.